# Juan José Taccone
Juan José Taccone (3 de marzo de 1924-Buenos Aires, 26 de agosto  de 2007) fue un sindicalista y empresario estatal argentino, que se destacó en la dirección del sindicato Luz y Fuerza y en la empresa de energía Segba, cuando estuvo bajo un régimen de autogestión. De ideología peronista, durante la dictadura autodenominada "Revolución Argentina" (1966-1973) fue uno de los líderes e ideólogos de la corriente sindical participacionista.

## Biografía
Juan José Taccone nació en 1924 e ingresó en 1948 a trabajar en la entonces Compañía Argentina de Electricidad, convertida luego en Servicios Eléctricos del Gran Buenos Aires (Segba). Fue elegido para ocupar diversos cargos en el sindicato Luz y Fuerza: entre 1952 fue elegido secretario de la Comisión de Reclamaciones, en 1956 elegido secretario de la Comisión Paritaria, en 1957 fue elegido secretario Gremial del sindicato Capital, desempeñándose en la Federación Nacional entre 1961 y 1963. En 1964 fue elegido secretario general del sindicato Capital, cargo que ocupó hasta 1970. Luz y Fuerza pertenecía a los llamados sindicatos "independientes", debido a que en su conducción convivían peronistas y socialistas.
Cuando se produjo el golpe de Estado de 1966 y tomó el poder el general Juan Carlos Onganía, Taccone se mostró como uno de los dirigentes sindicales más entusiasmados con la llamada "Revolución Argentina". que conduzca "a un gobierno popular, elegido por la mayoría en elecciones libres". Desde ese momento Taccone se convirtió en uno de los referentes e ideólogos de la corriente sindical participacionista, que propiciaba adherir al gobierno militar y "participar" en las estructuras del Estado. En diciembre de 1967 Taccone definía la postura participacionista en estos términos:

Todos los problemas que afronta el movimiento obrero se deben a la conducción económica oficial, que lleva el país hacia una encrucijada: o la dictadura liberal como paso previo a nuevas elecciones fraudulentas, o la Revolución Nacional con participación del movimiento obrero... En la práctica la participación que el movimiento obrero debería promover consiste en integrar un Consejo Económico y Social, de obreros, militares, técnicos y empresarios.
Juan José Taccone

En 1970 la dictadura intervino Luz y Fuerza y Taccone retornó a su trabajo como empleado en la hemeroteca de la empresa, hasta 1973. En 1971 escribió el libro Crisis: respuesta sindical en el que desarrolló sus ideas sobre el participacionismo y el rol de los sindicatos.
En diciembre de 1972 fue congresal del Partido Justicialista. Luego de las elecciones presidenciales de marzo de 1973 el presidente Héctor J. Cámpora lo designó presidente de Segba bajo un régimen de autogestión que ideó él mismo, inspirado en la experiencia yugoslava. Sobre dicha experiencia escribió el libro Novecientos días de autogestión en Segba (1977).
Durante el gobierno de María Estela Martínez de Perón (1974-1976) jugó un papel clave en el enfrentamiento de la rama sindical del peronismo contra el superministro y jefe del grupo parapolicial Triple A, José López Rega, y su derrocamiento.
Taccone impulsó y apoyó la elección de Oscar Smith como secretario general de Luz y Fuerza Capital en 1974, que fue detenido-desaparecido el 11 de febrero de 1977, durante una huelga en plena dictadura. Al recuperarse la democracia Taccone se presentó en el juzgado federal de Lomas de Zamora y acusó formalmente a Eduardo Massera, Guillermo Suárez Mason, Roberto Leopoldo Roualdés y a los interventores en SEGBA por la desaparición forzada de Smith. Su caso fue uno de los que fundaron la histórica sentencia dictada en el Juicio a las Juntas (Causa Nº 13/84) de 1985.
En 1983 fue candidato a senador de la Capital, sin resultar electo. Publicó cinco libros y dirigió diversas revistas como Realidad Energética, S&C - Servicios y Comunidad, y Dinamis, revista editada por Luz y Fuerza. Integró la Comisión Permanente del Instituto de Estudios Juan Perón; fue miembro de la Comisión de Energía durante el último gobierno peronista y asesor permanente en el tema energético.
Falleció en su vivienda de la ciudad de Buenos Aires, el 26 de agosto de 2007 en horas de la tarde.

## Libros
- Crisis: respuesta sindical, 1971
- 900 días de autogestión en SEGBA : una experiencia argentina de participación, 1977
- Conversaciones con Juan José Taccone sobre sindicalismo y política, 1977
- Historia y política en el sindicalismo argentino, 3 tomos (con Alberto Delfico), 1986